# Leonardo Mayer
Leonardo Mayer (Corrientes, 1987. május 15. –) argentin hivatásos teniszező. Karrierje során 1-1 ATP tornán diadalmaskodott egyéniben és párosban.

## ATP-döntői

### Egyéni

#### Győzelmei (2)
| Összesítés                                            | Összesítés |
| ----------------------------------------------------- | ---------- |
| Grand Slam-torna                                      | (0)        |
| ATP World Tour Masters 1000 / ATP Masters Series      | (0)        |
| ATP World Tour 500 Series / International Series Gold | (2)        |
| ATP World Tour 250 Series / International Series      | (0)        |
| ATP World Tour Finals / Tennis Masters Cup            | (0)        |

|   | Dátum            | Torna                                    | Borítás | Ellenfél a döntőben | Eredmény a döntőben |
| 1 | 2014. július 20. | German Open Tennis Championship, Hamburg | Salak   | David Ferrer        | 6-7(3), 6-1, 7-6(4) |
| 2 | 2017. július 30. | German Tennis Championships, Hamburg     | Salak   | Florian Mayer       | 6-4, 4-6, 6-3       |

#### Elveszített döntői (2)
|   | Dátum            | Torna                                | Borítás | Ellenfél a döntőben | Eredmény a döntőben |
| 1 | 2014. február 9. | Royal Guard Open Chile, Viña del Mar | Salak   | Fabio Fognini       | 2-6, 4-6            |
| 2 | 2015. május 24.  | Open de Nice Côte d’Azur, Nizza      | Salak   | Dominic Thiem       | 7-6(8), 5-7, 6-7(2) |

### Páros

#### Győzelmei (1)
| Összesítés                                            | Összesítés |
| ----------------------------------------------------- | ---------- |
| Grand Slam-torna                                      | (0)        |
| ATP World Tour Masters 1000 / ATP Masters Series      | (0)        |
| ATP World Tour 500 Series / International Series Gold | (0)        |
| ATP World Tour 250 Series / International Series      | (1)        |
| ATP World Tour Finals / Tennis Masters Cup            | (0)        |

|   | Dátum             | Torna                    | Borítás | Partner       | Ellenfelek a döntőben      | Eredmény a döntőben |
| 1 | 2011. február 20. | Copa Claro, Buenos Aires | Salak   | Oliver Marach | Franco Ferreiro / André Sá | 7–6(6), 6–3         |

#### Elvesztett döntői (2)
|   | Dátum               | Torna                             | Borítás    | Partner         | Ellenfelek a döntőben            | Eredmény a döntőben |
| 1 | 2010. február 14.   | SAP Open, San José                | Kemény (f) | Benjamin Becker | Mardy Fish / Sam Querrey         | 6–7(3), 5–7         |
| 2 | 2012. augusztus 25. | Winston-Salem Open, Winston-Salem | Kemény     | Pablo Andújar   | Santiago González / Scott Lipsky | 3–6, 6–4, [2–10]    |

## Eredményei Grand Slam-tornákon
| Grand Slam | Australian Open | Australian Open | Roland Garros | Roland Garros   | Wimbledon     | Wimbledon         | US Open       | US Open               |
| Év         | Eredmény        | Utolsó ellenfél | Eredmény      | Utolsó ellenfél | Eredmény      | Utolsó ellenfél   | Eredmény      | Utolsó ellenfél       |
| 2007       | Selejtező (2)   | Selejtező (2)   | Selejtező (1) | Selejtező (1)   | Selejtező (2) | Selejtező (2)     | Selejtező (2) | Selejtező (2)         |
| 2008       | –               | –               | –             | –               | Selejtező (1) | Selejtező (1)     | Selejtező (2) | Selejtező (2)         |
| 2009       | –               | –               | 2.kör         | Tommy Haas      | 2.kör         | Fernando González | 2.kör         | Radek Štěpánek        |
| 2010       | 1.kör           | Lukas Lacko     | 3.kör         | Marin Čilić     | 1.kör         | Gaël Monfils      | 1.kör         | Guillaume Rufin       |
| 2011       | 1.kör           | Eduardo Schwank | 3.kör         | Robin Söderling | Selejtező (1) | Selejtező (1)     | –             | –                     |
| 2012       | 1.kör           | Feliciano López | 3.kör         | Nicolás Almagro | 1.kör         | Juan Mónaco       | 3.kör         | Juan Martín del Potro |
| 2013       | 1.kör           | Bernard Tomic   | 1.kör         | Andreas Seppi   | 2.kör         | Nisikori Kei      | 2.kör         | Andy Murray           |
| 2014       | 2.kör           | Novak Đoković   | 3.kör         | Rafael Nadal    | 4.kör         | Grigor Dimitrov   | 3.kör         | Nisikori Kei          |
| 2015       | 2.kör           | Viktor Troicki  | 3.kör         | Marin Čilić     | 3.kör         | Kevin Anderson    | 1.kör         | Roger Federer         |
| 2016       | 1.kör           | Dominic Thiem   | 1.kör         | Jérémy Chardy   | 1.kör         | Donald Young      | –             | –                     |
| 2017       | –               | –               | Selejtező (2) | Selejtező (2)   | –             | –                 | 3.kör         | Rafael Nadal          |